# Chodlik

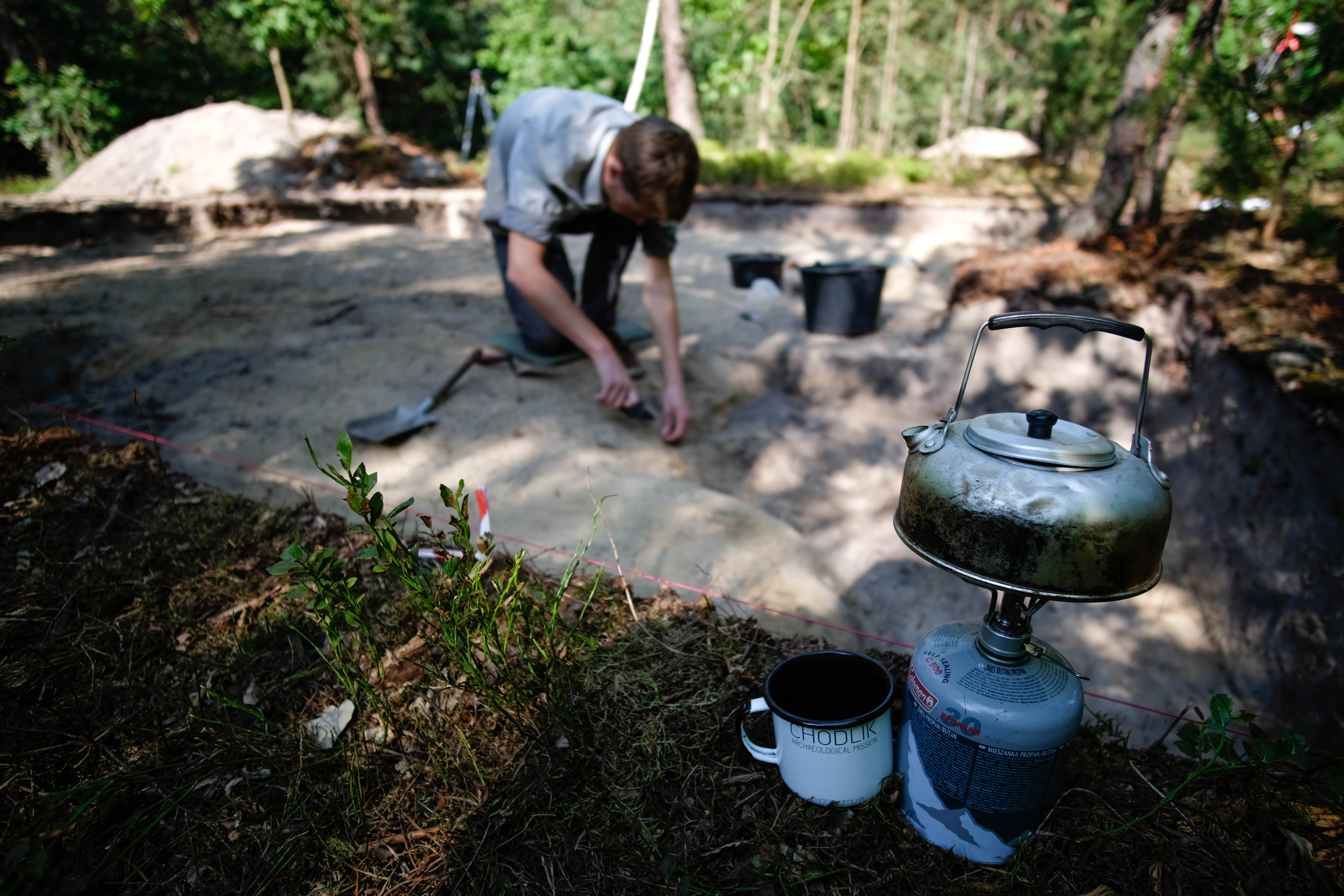
Recherche archéologique à Chodlik par l’Institut d’archéologie et d’éthique de l’Académie polonaise des sciences. Chodlik et la vallée de Chodelka sont riches en installations médiévales, en particulier durant la période tribale (7e et 10e siècles). Dans cette magnifique vallée, qui s’étend sur environ 15 km jusqu’à la Vistule, les vestiges de quatre grandes localités se trouvent aux côtés de nombreuses petites zones. L’établissement fortifié de Chodlik est l’un des plus importants de la région de Petite-Pologne. Il s’agit probablement d’un point extrêmement important sur la carte des tribus slaves précoces, bien avant la création de l’État polonais. Ces recherches ont apporté une meilleure connaissance des motifs funéraires liés à ces vastes colonies dans la vallée de Chodelka.

Chodlik (prononciation [ˈxɔdlik]) est un village de la gmina de Karczmiska du powiat d'Opole Lubelskie dans la voïvodie de Lublin, située dans l'est de la Pologne.
Il se situe à environ 5 kilomètres à l'ouest d'Opole Lubelskie (siège du powiat), 8 kilomètres au nord d'Opole Lubelskie (siège du powiat) et 45 kilomètres à l'ouest de Lublin (capitale de la voïvodie).

## Histoire
De 1975 à 1998, la ville est attachée administrativement à l'ancienne Lublin.

Depuis 1999, elle fait partie de la nouvelle voïvodie de Lublin.